# Heinrich Mann (Politiker)
Heinrich Mann (* 27. September 1927 in Jakobsweiler; † 14. Januar 2020) war ein deutscher Bauunternehmer und Politiker der FDP/DPS. Von 1975 bis 1990 war er Abgeordneter und Vizepräsident des saarländischen Landtags.

## Leben
Nach dem Besuch des Gymnasiums und der Wirtschaftsfachschule begann Mann die Lehre im Bauhandwerk, die er mit der Meisterprüfung abschloss. 1952 gründete er in Völklingen die Heinrich Mann GmbH.
Mann war von 1950 bis zu seinem Tode verheiratet. Aus der Ehe gingen zwei Töchter hervor. Seine letzte Ruhestätte fand er auf dem Friedhof Ludweiler/Warndt.

## Politik
1952 trat Mann in die damals noch illegale DPS ein, welche später in der FDP aufging. Innerhalb der Partei übernahm er verschiedene Ämter, unter anderem als Kreisvorsitzender sowie in seinem Wohnort Ludweiler. Dort gehörte er von 1964 bis 1969 dem Gemeinderat an, danach dem Kreistag des Landkreises Saarbrücken und von 1974 bis 1978 dem Saarbrücker Stadtrat.
Bei der Landtagswahl 1975 wurde Mann über die Liste im Wahlkreis Saarbrücken in den Landtag gewählt. Bei den Wahlen 1980 und 1985 wurde sein Mandat bestätigt, wiederum über die Wahlkreisliste. Dem Landtag gehörte er somit bis 1990 an. In der gesamten Zeit der Landtagszugehörigkeit bekleidete er das Amt des Landtagsvizepräsidenten.
Daneben hatte Mann weitere Funktionen im Landtag inne: Von 1977 bis 1985 war er stellvertretender Vorsitzender der FDP-Fraktion. Er gehörte dem Ausschuss für Grubensicherheit an und war 1980 Verantwortlicher im Untersuchungsausschuss „Grubenunglück Warndt“. Von 1982 bis 1985 leitete er als Vorsitzender den Ausschuss für Verfassungs- und Rechtsfragen.

## Ehrungen
- 1986: Bundesverdienstkreuz 1. Klasse
- 7. Januar 1991: Saarländischer Verdienstorden
- Oktober 1997: Feierstunde im Alten Rathaus der Stadt Völklingen anlässlich seines 70. Geburtstags
- 2008: Ehrenkreisvorsitzender des FDP-Kreisverbandes Saarbrücken-Land